# America's Least Wanted
America's Least Wanted è l'album d'esordio degli Ugly Kid Joe, pubblicato nel 1992 per l'etichetta discografica Mercury Records.
Il titolo è una parodia della famosa frase tipica americana America's Most Wanted (più ricercato d'America). Nel 1992 l'album arrivò al ventisettesimo posto della classifica Billboard 200 della rivista statunitense Billboard. Dall'album furono estratti e pubblicati come singoli, quattro brani: Neighbor, Everything About You , Busy Bee e Cats in The Cradle.

## Tracce
1. Neighbor (Ugly Kid Joe) – 4:43
2. Goddamn Devil (Ugly Kid Joe) – 4:53
3. Come Tomorrow (Lahr/Ugly Kid Joe) – 4:54
4. Panhandlin' Prince (Ugly Kid Joe) – 5:41
5. Busy Bee (Ugly Kid Joe) – 4:08
6. Don't Go (Phillips/Ugly Kid Joe) – 4:30
7. So Damn Cool (Ugly Kid Joe) – 4:24
8. Same Side (Ugly Kid Joe) – 4:48
9. Cats in the Cradle (Chapin) – 4:01
10. I'll Keep Tryin' (Reed/Ugly Kid Joe) – 4:58
11. Everything About You (Ugly Kid Joe) – 4:20
12. Madman ('92 Remix) (Ugly Kid Joe) – 3:37
13. Mr. Recordman (Ugly Kid Joe) – 4:11

## Formazione
- Whitfield Crane - voce
- Klaus Eichstadt - chitarra
- Dave Fortman - chitarra
- Cordell Crockett - basso
- Mark Davis - batteria

## Classifiche
| Classifica            | Posizione massima |
| --------------------- | ----------------- |
| Official Albums Chart | 11                |
| Billboard 200         | 27                |